# Tożsamość (filozofia)
Tożsamość, identyczność – w logice: relacja, jaką każda rzecz posiada wyłącznie z samą sobą. Dwie rzeczy są identyczne ze sobą wtedy i tylko wtedy, gdy są tym samym. Na przykład Fosforos i Hesperos są identyczne ze sobą – każda z tych nazw to sztywny desygnator planety Wenus.
Identyczność w sensie logicznym bywa inaczej nazywana identycznością numeryczną. Nie należy jej mylić z potocznym użyciem słowa "identyczny" jako "bardzo podobny", czyli z pojęciem identyczności jakościowej.